# 望京駅 (北京地下鉄)
座標: 北緯39度59分50.88秒 東経116度27分46.57秒 / 北緯39.9974667度 東経116.4629361度
望京駅（ぼうけいえき）とは中華人民共和国北京市朝陽区に位置する北京地下鉄15号線の駅である。14号線との乗換駅である。

## 駅構造

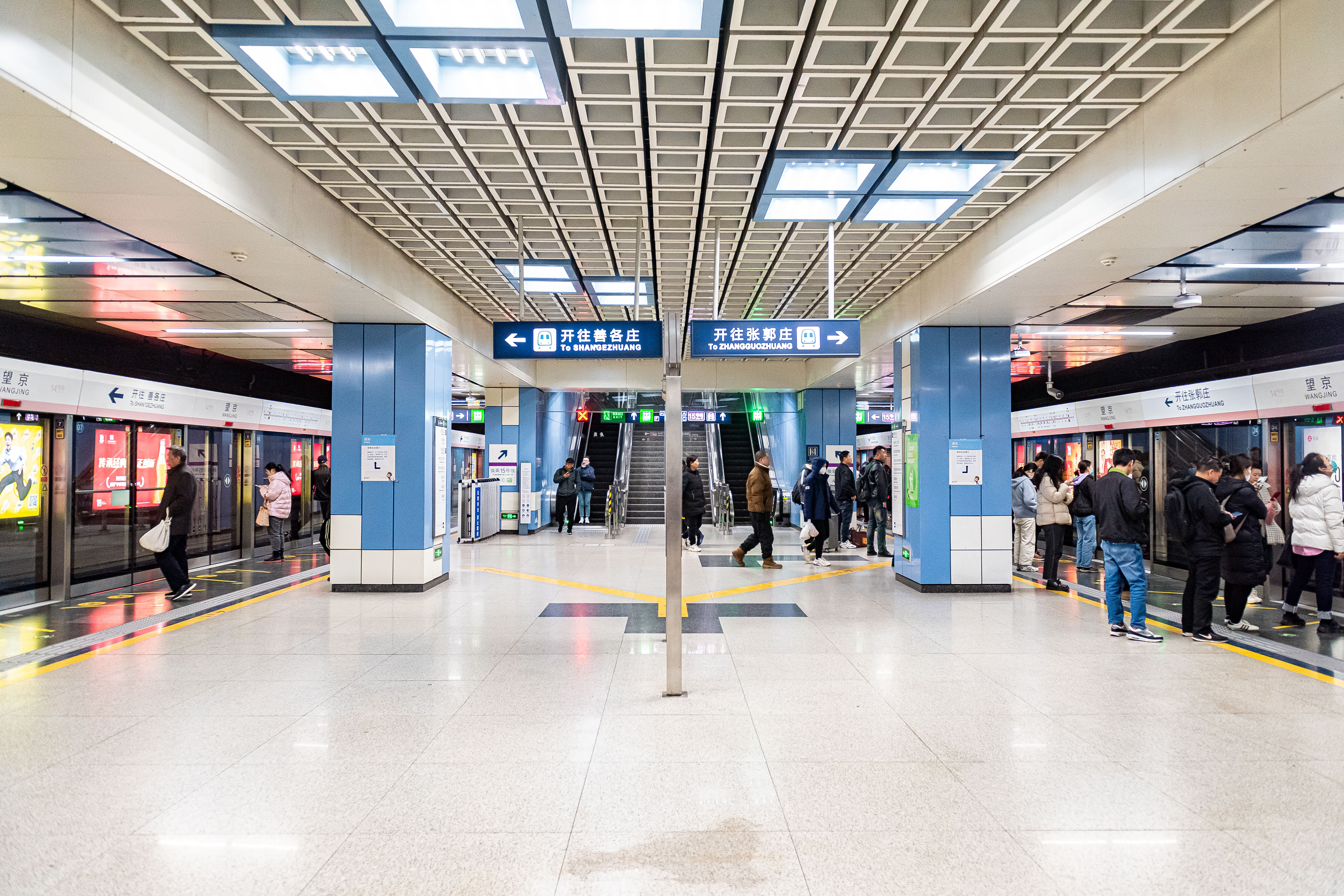
14号線ホーム

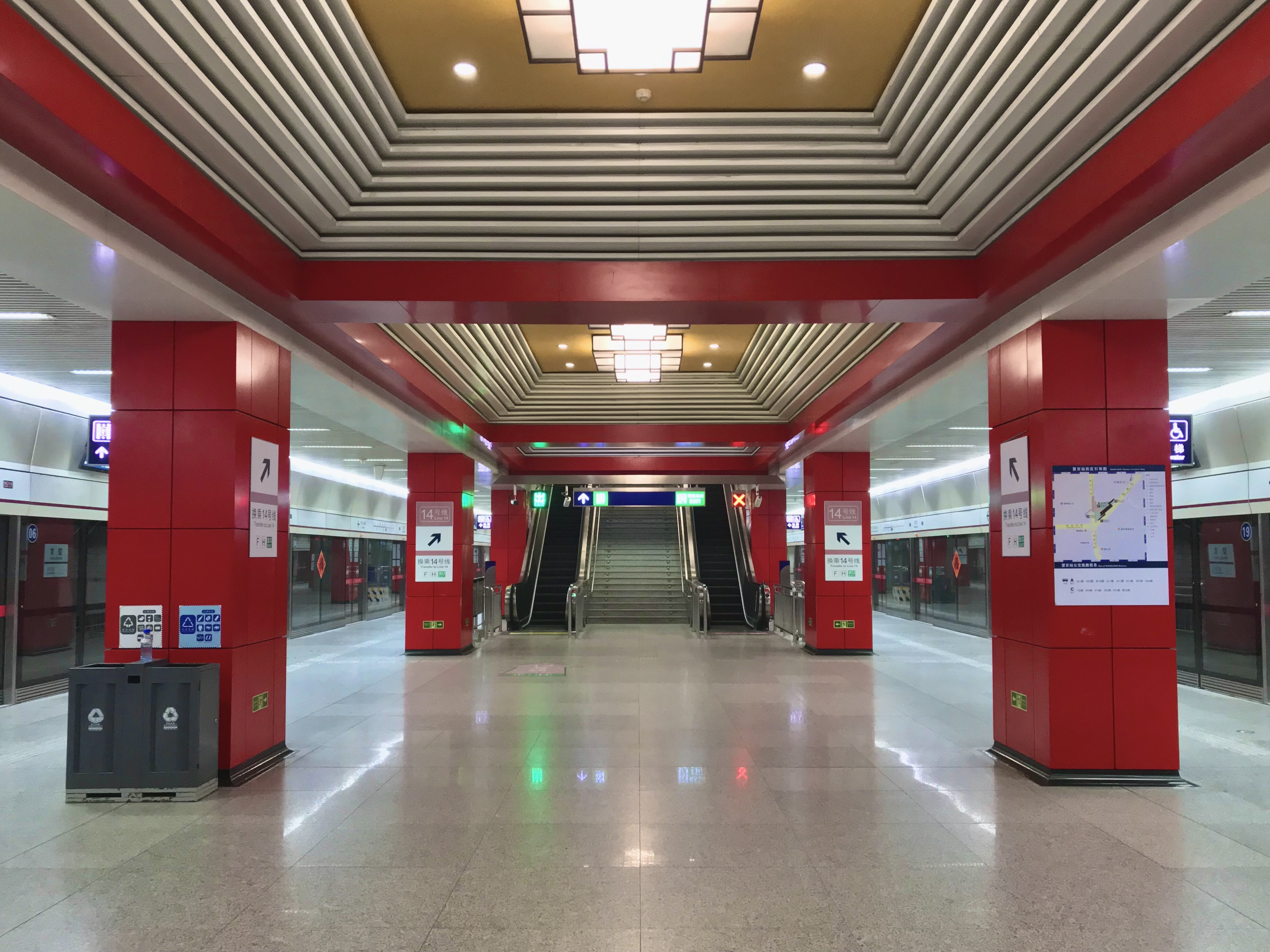
15号線ホーム

どっちも島式ホーム1面2線を有する地下駅である。

## 駅周辺
- 望京体育公園

## 歴史
- 2010年12月30日 - 15号線開業。
- 2014年12月28日 - 14号線開業。[1]

## 隣の駅
北京地下鉄
■14号線
阜通駅 - 望京駅 - 東湖渠駅
■15号線
望京西駅 - 望京駅 - 望京東駅